# 梁志天
梁志天，BBS（Steve Leung，1957年—），為香港建築、室內及產品設計師。

## 生平
梁志天於1987年創立建築及城市規劃顧問公司，並於1997年重組公司，成立梁志天建築師有限公司 (SLA) 及梁志天設計師有限公司 (SLD)。總部位於香港，在北京、上海、廣州及深圳均設有分公司，屬全亞洲最大規模的室內設計公司之一，並於2018年於香港聯交所主板上市（股份代碼：2262）。集團在梁志天和600人的團隊共同努力下，設計項目遍佈全球100多個城市，並在美國室內設計雜誌《Interior Design》 「全球百大室內設計師事務所排名研究報告」中，於2016 - 2018年連續三年穩居「住宅範疇」全球第一位，並於2018年全球總排名榜位列第21位。
梁志天現時擔任多個公職，包括國際室內建築師/設計師團體聯盟 (IFI)2017 - 2019年度主席、中國室內裝飾協會設計專業委員會執行主任，並於2014年與中國內地、香港、台灣多名室內設計師共同創立「深圳市創想公益基金會」(即「創基金」)，積極推動設計工業及教育的發展。2016年，梁志天更獲香港職業訓練局頒授榮譽院士榮銜，以表揚其對推動職業專才教育發展及香港社會的貢獻。2018-2019年梁志天獲香港特別行政區商務及經濟發展局委任為2018-2019年度工業貿易咨詢委員會會員，及香港貿易發展局委任為2018-2019年度香港貿易發展局設計, 市場及授權服務業諮詢委員會會長。
梁志天於2007年亦成立「1957 & Co.」餐飲品牌。

## 獎項
- 在1999至2017年間，14度獲素有室內設計奧斯卡之稱的Andrew Martin International Interior Design Awards 甄選為全球著名室內設計師之一，2015年榮獲「第19屆Andrew Martin國際室內設計大獎 — 全球年度大獎」
- 2015 INTERNI 全球設計權力榜 中全球最具影響力的50位設計師
- 獲《福布斯》中文版剛發佈的「中國最具影響力設計師榜單」中選定為30強
- 获美国权威室内设计杂志《 Interior Design 》「 2021 全球百大室内设计师事务所排名研究报告 」「住宅项目」范畴第 3 位，全球总排名榜位列第 21 位 [2]

## 代表作品
建築項目
- 民生書院鑽禧樓
- 跑馬地藍塘道45號豪宅重建項目
- 禧福道

室內設計
香港
- 馬鞍山帝琴灣兩個示範單位的室內設計項目
- 天匯
- 凱譽
- YOO Residence (Steve Leung & Yoo)
- 諾富特東薈城酒店
- 大快活
- 美心MX
- 帝苑酒店東來順酒家
- 香港W酒店星宴中餐廳
- 沙田凱悅酒店
- Bella Vita
- 竹壽司
- 安南餐廳
- Central/ Central

中國
- 深圳觀瀾湖別墅
- 上海九間堂
- 南京九間堂
- 深圳灣1號
- 上海古北壹號

海外
- 迪拜棕櫚島亞特蘭蒂斯度假酒店元餐廳
- 英國倫敦The Shard香格里拉大酒店
- 阿布扎比Ushna印度餐廳
- 台灣大台北華城別墅
- 吉隆坡YOO8 公寓

產品
- H377 Serie SL Duemilasedici for Fusital
- Nature’s Jewel Box for Visionnaire
- PIANPIAN for HC 28
- Inkstone for Neutra
- I-CHI/ CUBE/ LING LONG for MAXXA
- TENCHI for Actus

## 外部連結
- 梁志天設計師有限公司 (SLD)  （页面存档备份，存于）
- 深圳市創想公益基金會 (C Foundation)
- The International Federation of Interior Architects/ Designers (IFI)  （页面存档备份，存于）